# CA 테투안
CA 테투안(스페인어: Club Atlético Tetuán)은 스페인령 모로코 테투안을 연고로 하던 축구단이다. 라리가에서 1951-52 시즌에 참가했으며, 시즌 종료 후 강등되었다. 모로코가 독립을 하게 되면서 구단은 해체되었다.

## 역대 감독
| 감독                | 임기        |
| ------------------- | ----------- |
| 프란시스코 감보레나 | 1943 ~ 1944 |